# Afonso Augusto Moreira Pena

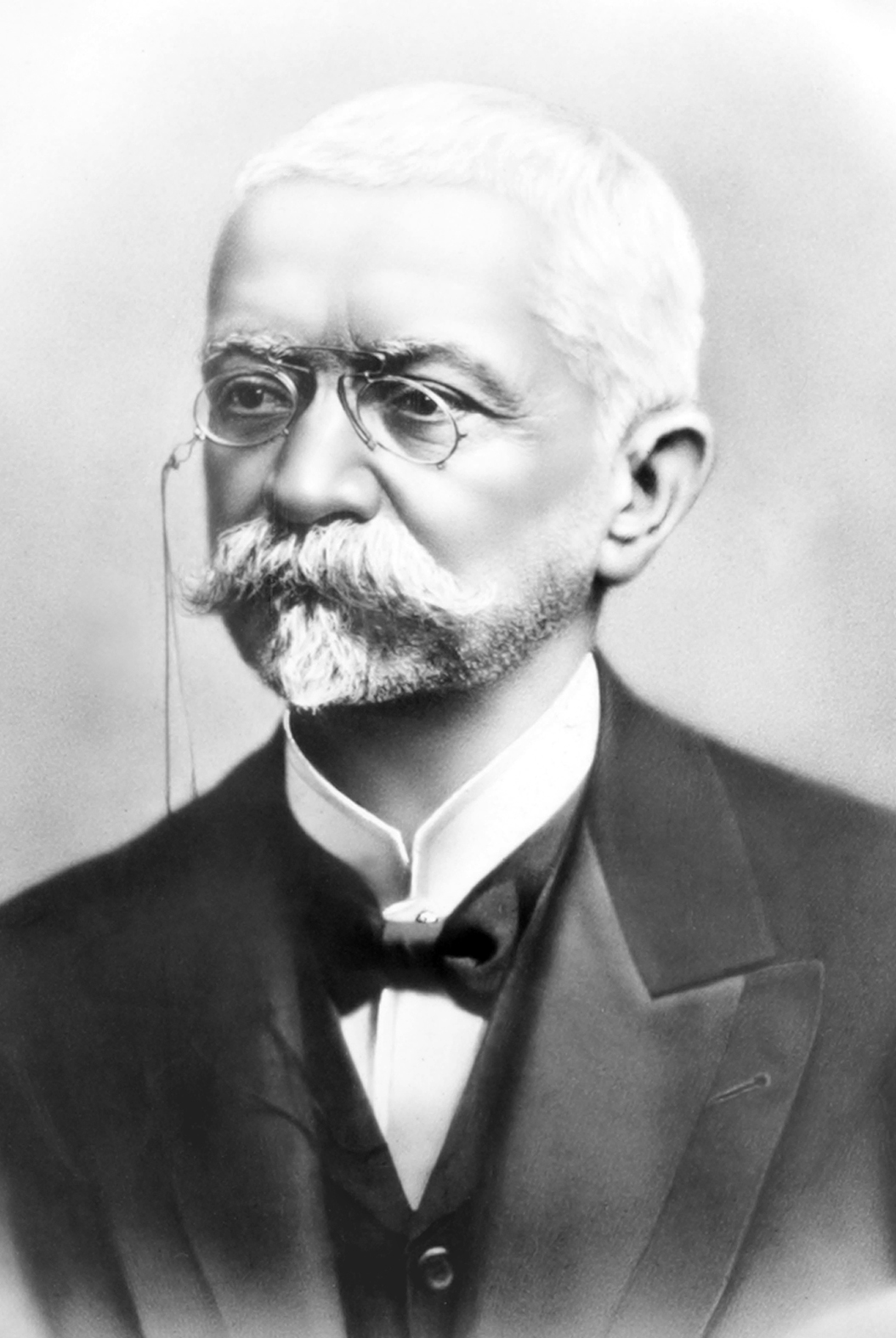
Afonso Augusto Moreira Pena

Afonso Augusto Moreira Pena (* 30. November 1847 in Santa Bárbara, Minas Gerais; † 14. Juni 1909 in Rio de Janeiro, Rio de Janeiro) war ein brasilianischer Politiker und vom 15. November 1906 bis zum 14. Juni 1909 sechster Präsident von Brasilien.

## Leben
Affonso Augusto Moreira Pena war der Sohn des aus Portugal eingewanderten José Teixeira Pena und der Brasilianerin Ana Moreira dos Santos. 1870 erhielt er ein Diplom in Rechtswissenschaft von der Faculdade de Direito de São Paulo. Pena war einer der beiden Gründungsdirektoren der Faculdade Livre de Direito in Minas Gerais, heute die Faculdade de Direito da Universidade Federal de Minas Gerais (UFMG).
Vor seiner politischen Karriere arbeitete Afonso Pena als Notar und Anwalt und war Mitglied des Obersten Gerichtshofes. 1874 wurde er für seine Heimatprovinz Minas Gerais in die Generalversammlung gewählt. In den folgenden Legislaturperioden arbeitete er in verschiedenen Kommissionen an der Ausarbeitung von Gesetzen, so 1882 als Landwirtschaftssekretär und 1885 im Justizministerium. Zudem war er Vorsitzender der Provinzversammlung von Minas Gerais. Nach der Ausrufung der Republik war er von 1892 bis 1894 Gouverneur des Bundesstaates Minas Gerais. In seine Amtszeit fiel unter anderem die Festlegung der neuen Hauptstadt Belo Horizonte. Von 1895 bis 1898 war er Präsident der Banco do Brasil.
1902 wurde er in die Bundesregierung berufen und war in der Regierung von Francisco de Paula Rodrigues Alves Vizepräsident. Im Jahr 1906 kandidierte er für die Partido Republicano Mineiro (PRM) für das Amt des Präsidenten, siegte bei der Wahl und wurde am 16. November 1906 Präsident, wofür 288.285 Stimmen ausreichend waren. Bis zu seinem Tode blieb er im Amt.
Unter seiner Regierung begann der brasilianische Staat erstmals die Kaffeeproduktion zu beeinflussen; so kaufte man unter anderem Produktionsüberschüsse auf, um den Weltmarktpreis stabil zu halten. Zu seinen Aufgaben zählte Afonso Pena auch den Ausbau des Eisenbahnnetzes und die Modernisierung der Armee. Pena war zudem einer der Förderer und Befürworter der Expeditionen von Cândido Mariano de Silva Rondon in die Regenwälder des Amazonas und legte noch zu seiner Regierungszeit den Grundstein für den 1910 gegründeten Indianerschutzdienst Serviço de Proteção ao Índio (SPI).